# Divisione di Charlton
La divisione di Charlton è una divisione elettorale australiana nello stato del Nuovo Galles del Sud. La divisione fu creata nel 1984 e dedicata a Matthew Charlton, leader del partito laburista tra il 1922 e il 1928. Si trova nella Hunter Valley ed è un seggio tenuto saldamente dal partito laburista.

## Deputati
| Deputato    | Deputato  | Partito   | Periodo   |
| ----------- | --------- | --------- | --------- |
|             | Bob Brown | Laburista | 1984–1998 |
| Kelly Hoare | 1998–2007 | Laburista |           |
| Greg Combet | 2007–2013 | Laburista |           |
| Pat Conroy  | 2013–2016 | Laburista |           |